# 2013年東南亞霾害

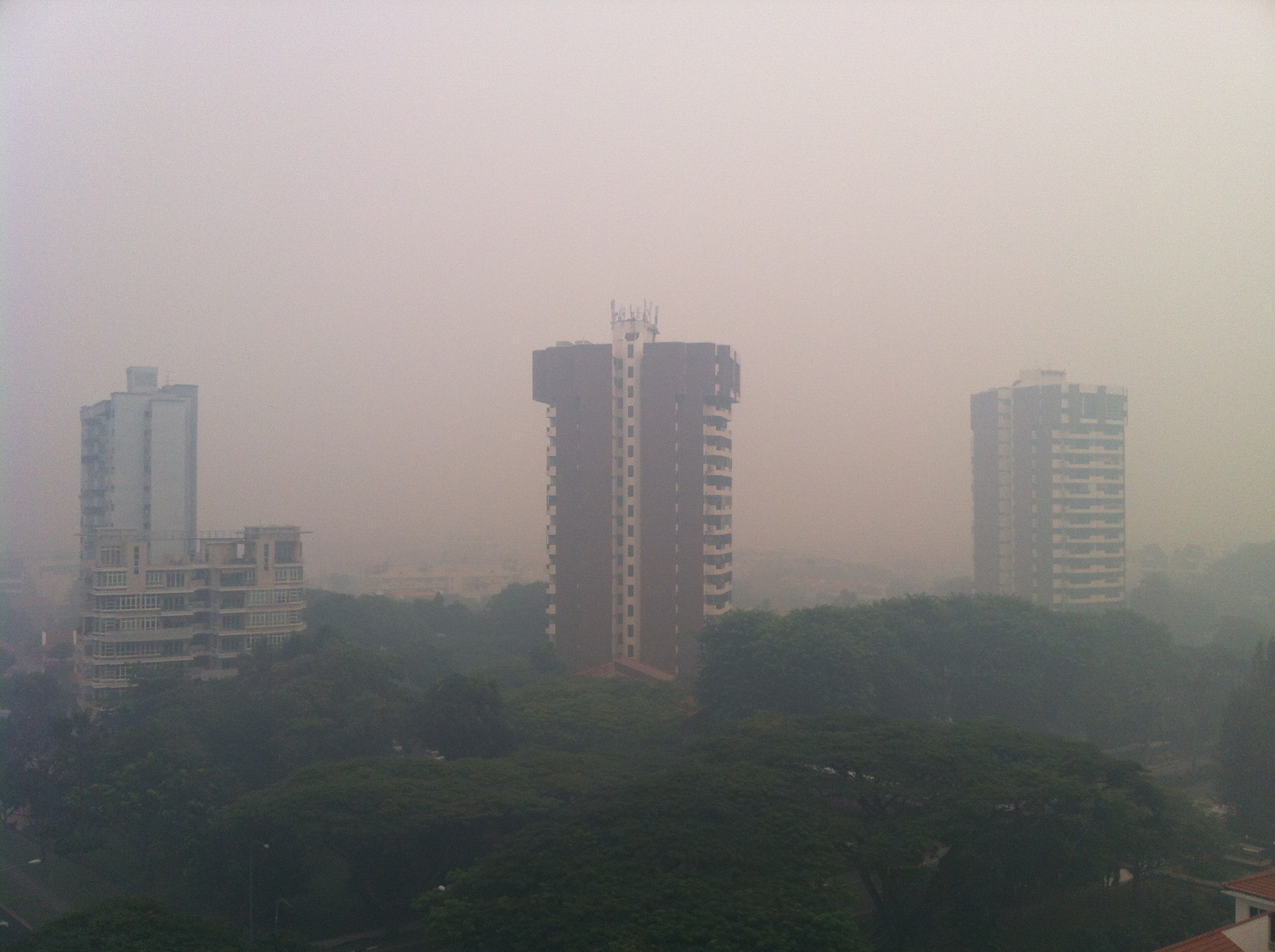
2013年6月21日，新加坡

2013年東南亞霾害為印尼蘇門答臘多處的農民常以火大面積的燒芭（火耕）方式清理農地。煙霧隨季風飄散，並影響新加坡、馬來西亞等鄰近東南亞國家環境污染災害。
霾害造成新加坡樟宜機場能見度降低，部分航班延誤，居民須佩戴口罩才能踏出家門。新加坡空氣污染指標並曾一度升至PSI 400以上（高於2006年東南亞霾害的情形），新加坡政府宣佈民眾應儘量待在家中、部分學校停課。
馬來西亞的馬六甲、新山等地應該也受到影響。

## 影響
- 隨季風風向改變，四處影響。
- 從6月14日晚間至15日，霧鎖新加坡滨海湾。
- 從19日晚間至20日，馬來西亞柔佛州多地的空氣污染指數超過300點的危險水平，柔佛州6縣有686間學校被迫停課。[1]
- 6月23日，柔佛州麻坡县和礼让县的空气指数一度飙升至接近750点，进入紧急状态。马六甲的空气污染指数也在400点以上。
- 煙霾最北影響到首都吉隆坡市郊。